# Hošťka
Hošťka (deutsch Hesselsdorf) ist eine Gemeinde mit 467 Einwohnern (Stand: 1. Januar 2023)  in Tschechien. Sie liegt in 558 m ü. M. im Oberpfälzer Wald (Český les) 6 km östlich der Grenze zu Bayern und gehört dem Okres Tachov an.

## Geographie
Der Ort befindet sich linksseitig des Tales des Kateřinský potok.
Zwei Kilometer südlich des Dorfes verläuft die Dálnice 5 / Europastraße 50, in der Nachbargemeinde Rozvadov befinden sich zwei Grenzübergänge.

## Geschichte
Hesselsdorf wurde 1482 erstmals als Hosskowo erwähnt. 
Interessante demografische Einblicke gewähren Volkszählungen. Nach dem Census vom 31. Dezember 1869 hatte das Dorf 151 Häuser und 1.035 Einwohner. Davon wurden 52 als Fremde registriert. Von den 485 männlichen Einwohnern waren 275 verheiratet, 199 ledig und 13 verwitwet. Von den 548 weiblichen waren 308 verheiratet, 202 ledig und 38 verwitwet. 100 Einwohner waren abwesend, davon 61 Männer. Die häufigsten Namen im Dorf waren Magerl, Müller und Freisleben. Der Viehbestand des Dorfes zählte 4 Stiere, 229 Kühe, 134 Ochsen, 220 Kälber sowie 180 Schafe, 76 Ziegen, 59 Schweine und 12 Bienenstöcke. Pferde gab es im Dorf nur zwei.
Nach dem Census von 1880 gab es 170 bewohnte Häuser und die Anzahl der Einwohner war auf 1.351 gestiegen.
Im Jahre 1939 hatte der Ort 1.071 Einwohner.
Nach dem Münchner Abkommen wurde der Ort dem Deutschen Reich zugeschlagen und gehörte bis 1945 zum Landkreis Tachau. Die Kolonie Rozcestí wurde 1960 nach Rozvadov umgemeindet.

## Gemeindegliederung
Die Gemeinde Hošťka besteht aus den Ortsteilen Hošťka und Žebráky (Petlarn). Grundsiedlungseinheiten sind Hošťka, Pořejov (Purschau) und Žebráky. Auf Hošťkaer Gemeindegebiet befindet sich außerdem die Wüstung Žebrácký Žďár (Petlarnbrand).
Das Gemeindegebiet gliedert sich in die Katastralbezirke Hošťka, Pořejov und Žebráky.